# Saïd Aouita
 (janvier 2025).
Saïd Aouita (en arabe : سعيد عويطة), né le 2 novembre 1959 à Kénitra, est un athlète marocain, spécialiste des épreuves de fond et de demi-fond. Il est le seul athlète de l'histoire à avoir gagné deux médailles olympiques sur 800 mètres et 5 000 mètres.[réf. souhaitée]
Vainqueur du 5 000 mètres des Jeux olympiques de 1984 et des Championnats du monde de 1987, il a également établi plusieurs records du monde, du 1 500 m au 5 000 m.

## Carrière sportive
Natif de Kénitra, le jeune Saïd et sa famille s'installent à Fès en 1966. Avant de devenir athlète, Saïd veut être footballeur et évolue dans les équipes de jeunes du club local le MAS avant de se consacrer à la course. Il est repéré par Aziz Daouda, alors cadre à la Fédération royale marocaine d’athlétisme. En 1978, Saïd Aouita est sélectionné pour les Championnats du monde de cross-country de Glasgow, où il finit à la 34e place. À partir de 1979, il bat les records du Maroc du 800 m, 1 500 m et 5 000 m et décroche une bourse étatique pour s'entraîner à Marignane, en France. Il s'illustre notamment en remportant, en 1981, le Cross des As du Figaro ainsi que la médaille d'or du 1 500 m des Universiades d'été, à Bucarest.
En 1983, il décroche la médaille de bronze sur 1 500 m des championnats du monde d'Helsinki, derrière le Britannique Steve Cram et l'Américain Steve Scott. La même année, il remporte les 800 m et 1 500 m lors des Jeux méditerranéens à Casablanca, ainsi que lors des Championnats d'Afrique, en 1984. Toujours en 1984, aux Jeux olympiques de Los Angeles, il remporte la médaille d'or du 5 000 m, une distance où il manquait pourtant d'expérience, en établissant un nouveau record olympique en 13 min 5 s 59.
En 1985, il bat en l’espace d'un mois les records du monde du 1 500 m et du 5 000 m. Il remporte 44 victoires consécutives sur 9 distances entre juillet 1985 et septembre 1987 jusqu'au 3 000 m steeple des Jeux méditerranéens de 1987, où il remporte le 1 500 m et le 5 000 m.
Aux Jeux olympiques de 1988 à Séoul, il est inscrit sur 800 m, 1 500 m et 5 000 m. Mais, blessé aux ischio-jambiers, il ne s'aligne finalement que sur 800 m où il décroche la médaille de bronze au prix d'une élongation au mollet, et doit renoncer aux deux autres épreuves. L'année suivante, le 20 août 1989, au Grand Prix de Cologne, il bat le record du monde du 3 000 m, et remporte les Championnats du monde en salle sur la même distance.
Il compte une série de 115 victoires sur 119 courses disputées entre septembre 1983 et septembre 1990.
Il est le seul athlète au monde à avoir détenu les records du monde de cinq distances de demi-fond[réf. nécessaire] sans oublier qu'il reste le seul coureur au monde à avoir couru le 800 m en moins de 1 min 44, le 1 500 m en moins de 3 min 30, le Mile en moins de 3 min 47, le 3 000 m en moins de 7 min 30, le 5 000 m en moins de 13 min et le 10 000 m en moins de 27 min 30, ce qui lui a valu le surnom de "décathlonien du demi-fond" qui lui a été attribué par le quotidien français L'Équipe[réf. souhaitée].

## Reconversion
Il occupe le poste de Directeur Technique National de l'athlétisme marocain en 1993, puis est DTN au Qatar. Il a aussi été entraîneur des coureurs australiens pour le compte de l’Institut australien des sports (AIS) en 2002. Depuis plusieurs années, il travaille comme consultant sur la chaîne qatarie Al Jazeera Sport.
Le 3 septembre 2008, il est renommé directeur technique de l'athlétisme marocain après les jeux olympiques de Pékin en 2008 jusqu'au 20 mars 2009. Au cours de ce mandat, il demande au président de la Fédération royale marocaine d'athlétisme, Abdeslam Ahizoune, d’intervenir pour améliorer les conditions alimentaires et d’hébergement des athlètes lors de leurs sessions de concentration. « Je ne comprends pas comment on pourrait espérer avoir des champions de haut rang alors que nos athlètes se plaignent encore de la bouffe qu’on leur sert et des chambres où ils doivent se reposer », avait-il déclaré à la presse.[réf. souhaitée] Il a également voulu éradiquer le problème du dopage chez les athlètes. Sur ce plan, il avait affirmé en 2005, selon Reuters, que « tant que l'athlétisme ne sera pas redevenu propre, je ne veux pas que mes enfants fassent de l'athlétisme au haut niveau ».
Depuis, il a lancé sa marque de vêtements de sport et exerce comme consultant aux Émirats arabes unis, où il a été nommé DTN en 2016.

## Notoriété
Au Maroc, un train navette rapide entre Casablanca et Kénitra porte son nom : l’Aouita.
La marque de montre Swatch lui a consacré une édition spéciale SEZ101 qui porte son nom .
La république d'Azerbaïdjan lui a consacré un timbre postal portant son nom à la suite de sa victoire aux JO de Los Angeles.

## Palmarès
| Année | Compétition                    | Lieu        | Résultat | Épreuve         |
| ----- | ------------------------------ | ----------- | -------- | --------------- |
| 1981  | Universiade                    | Bucarest    | 1er      | 1 500 m         |
| 1983  | Championnats du monde          | Helsinki    | 3e       | 1 500 m         |
| 1983  | Jeux méditerranéens            | Casablanca  | 1er      | 800 m           |
| 1983  | Jeux méditerranéens            | Casablanca  | 1er      | 1 500 m         |
| 1984  | Championnats d'Afrique         | Rabat       | 1er      | 1 500 m         |
| 1984  | Jeux olympiques                | Los Angeles | 1er      | 5 000 m         |
| 1986  | Finale du Grand Prix           | Rome        | 1er      | 1 500 m         |
| 1987  | Championnats du monde          | Rome        | 1er      | 5 000 m         |
| 1987  | Jeux méditerranéens            | Lattaquié   | 1er      | 1 500 m         |
| 1987  | Jeux méditerranéens            | Lattaquié   | 1er      | 5 000 m         |
| 1987  | Jeux méditerranéens            | Lattaquié   | 2e       | 3 000 m steeple |
| 1988  | Jeux olympiques                | Séoul       | 3e       | 800 m           |
| 1988  | Finale du Grand Prix           | Berlin      | 1er      | 1 500 m         |
| 1989  | Championnats du monde en salle | Budapest    | 1er      | 3 000 m         |
| 1989  | Finale du Grand Prix           | Monaco      | 1er      | 1 500 m         |
| 1991  | Championnats du monde          | Tokyo       | 11e      | 1 500 m         |

### Distinctions
- 1985 : Trophée Track and Field de l'athlète de l'année

## Records

### Records personnels
| Épreuve  | Temps          | Date            | Lieu     |
| -------- | -------------- | --------------- | -------- |
| 800 m    | 1 min 43 s 86  | 21 août 1988    | Cologne  |
| 1 000 m  | 2 min 15 s 16  | 28 août 1988    | Londres  |
| 1 500 m  | 3 min 29 s 46  | 23 août 1985    | Berlin   |
| Mile     | 3 min 46 s 76  | 2 juillet 1987  | Helsinki |
| 5 000 m  | 12 min 58 s 39 | 22 juillet 1987 | Rome     |
| 10 000 m | 27 min 26 s 11 | 5 juillet 1986  | Oslo     |

### Records du monde battus
| Date            | Temps          | Discipline | Épreuve |
| --------------- | -------------- | ---------- | ------- |
| 23 août 1985    | 3 min 29 s 46  | 1 500 m    | Berlin  |
| 16 juillet 1987 | 4 min 50 s 81  | 2 000 m    | Paris   |
| 20 août 1989    | 7 min 29 s 45  | 3 000 m    | Cologne |
| 28 mai 1987     | 8 min 13 s 45  | 2 miles    | Turin   |
| 27 juillet 1985 | 13 min 0 s 40  | 5 000 m    | Oslo    |
| 22 juillet 1987 | 12 min 58 s 39 | 5 000 m    | Rome    |